# Ellie Kemper
Elizabeth Claire "Ellie" Kemper (Kansas City, 2 de maio de 1980) é uma atriz, comediante e escritora estadunidense. Ela é mais conhecida por seu papel como Erin Hannon no seriado de televisão da NBC The Office, bem como a sua participação em papéis coadjuvantes nos filmes Bridesmaids e 21 Jump Street. Também atuou na série de comédia da Netflix Unbreakable Kimmy Schmidt, criado por Tina Fey.

## Vida pessoal

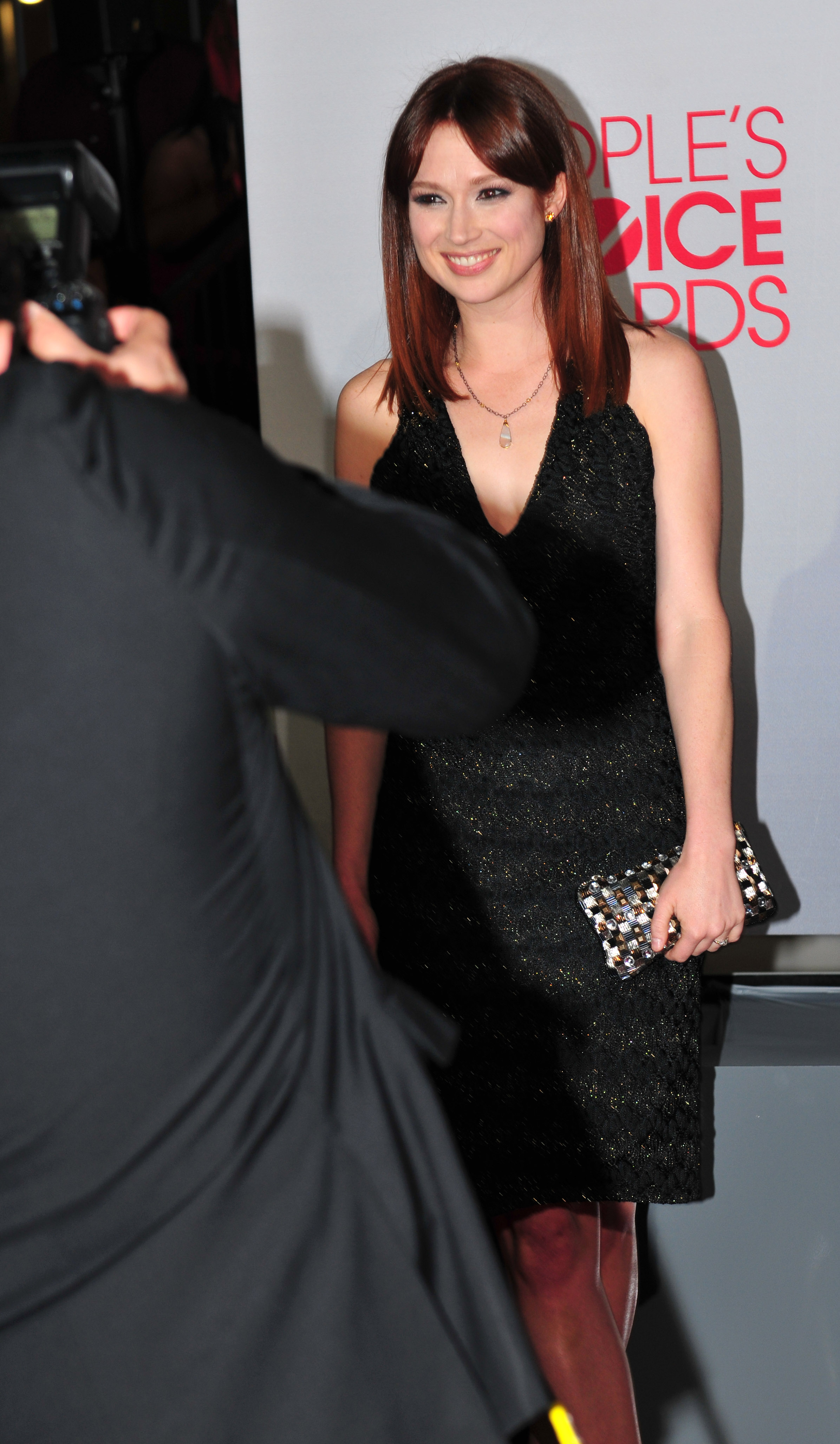
Ellie Kemper no tapete vermelho do 38th People's Choice Awards em 11 de Janeiro de 2012, no Nokia Theatre, em Los Angeles, Califórnia. (JJ Duncan/ Zimbio.com)

Kemper é católica. Em 2011, ela ficou noiva de seu namorado Michael Koman, um ex-escritor no Late Night with Conan O'Brien e o co-criador das séries Eagleheart do canal Adult Swim e Nathan for You do canal Comedy Central. O casal se casou em 7 de julho de 2012. Em abril de 2016 anunciou estar grávida.

## Filmografia

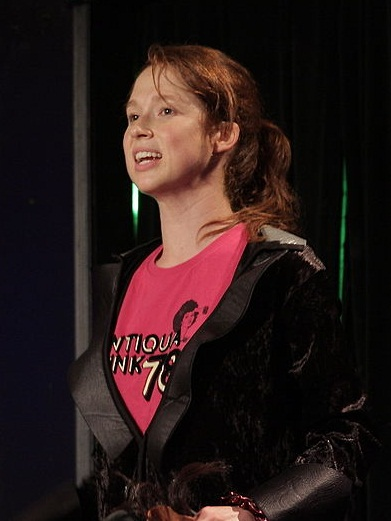
Kemper realizando "Feeling Sad/Mad with Ellie Kemper" no Upright Citizens Brigade Theatre em 2008.

| Ano       | Título                                             | Papel                            | Notas                                                                     |
| --------- | -------------------------------------------------- | -------------------------------- | ------------------------------------------------------------------------- |
| 2006      | Sexual Intercourse: American Style                 | Cindy                            | Seriado de televisão (2 episódios)                                        |
| 2007      | Redeeming Rainbow                                  | Shelly                           | Filme para a televisão                                                    |
| 2007–2008 | Mister Glasses                                     | Kitty                            | Seriado de televisão (5 episódios)                                        |
| 2009      | Mystery Team                                       | Jamie                            |                                                                           |
| 2009      | Cayman Went                                        | Garota no Bar                    |                                                                           |
| 2009–2010 | Important Things with Demetri Martin               | Allison / Felicia                | Seriado de televisão (2 episódios)                                        |
| 2009–2013 | The Office                                         | Erin Hannon                      | Seriado de televisão (107 episódios)                                      |
| 2010      | Get Him to the Greek                               | Colega de trabalho               |                                                                           |
| 2010      | Somewhere                                          | Claire                           |                                                                           |
| 2010      | The Office: The 3rd Floor                          | Kelly Erin Hannon                | Seriado de televisão (3 episódios)                                        |
| 2011      | Bridesmaids                                        | Becca                            |                                                                           |
| 2012      | 21 Jump Street                                     | Sra. Griggs                      |                                                                           |
| 2012      | NTSF:SD:SUV                                        | Fitzpatrick                      | Seriado de televisão (1 episódio: "Whack-a-Mole")                         |
| 2012      | Robot Chicken                                      | Kendra / Passageira (voz)        | TV series (1 episódio: "Crushed by a Steamroller on My 53rd Birthday")    |
| 2012      | Rich Girl Problems                                 | Lucretia                         | Curta                                                                     |
| 2012–2013 | The Mindy Project                                  | Heather                          | Seriado de televisão (3 episodes)                                         |
| 2013      | Identity Thief                                     | Servidora na parada de caminhões | Uncredited                                                                |
| 2013      | Sofia the First                                    | Crackle                          | Seriado de televisão (3 episodes)                                         |
| 2013      | Brenda Forever                                     | Brenda Miller                    | Filme para a televisão                                                    |
| 2014      | The Ellen DeGeneres Show                           | Fill-In Host                     | Programa (1 episódio: "11.96")                                            |
| 2014      | Laggies                                            | Allison                          |                                                                           |
| 2014      | Sex Tape                                           | Tess                             |                                                                           |
| 2014      | They Came Together                                 | Karen                            |                                                                           |
| 2014      | American Dad!                                      | Jenna (voz)                      | Seriado de televisão (1 episódio: "Introducing The Naughty Stewardesses") |
| 2015      | They Came Together                                 | Karen                            |                                                                           |
| 2015–2019 | Unbreakable Kimmy Schmidt                          | Kimmy Schmidt                    | Seriado de televisão, protagonista                                        |
| 2020      | Unbreakable Kimmy Schmidt : Kimmy vs. the Reverend | Kimmy Schmidt                    | Especial Netflix                                                          |
| 2021      | Home Sweet Home Alone                              | Pam Mackenzie                    |                                                                           |